# Ангола (Індіана)
Ангола (англ. Angola) — місто (англ. city) в США, в окрузі Стойбен штату Індіана. Населення — 9340 осіб (2020).

## Географія
Ангола розташована за координатами 41°38′36″ пн. ш. 85°0′9″ зх. д. / 41.64333° пн. ш. 85.00250° зх. д. (41.643437, -85.002467).  За даними Бюро перепису населення США в 2010 році місто мало площу 16,55 км², з яких 16,43 км² — суходіл та 0,12 км² — водойми.

### Клімат
| Клімат : Ангола       | Клімат : Ангола | Клімат : Ангола | Клімат : Ангола | Клімат : Ангола | Клімат : Ангола | Клімат : Ангола | Клімат : Ангола | Клімат : Ангола | Клімат : Ангола | Клімат : Ангола | Клімат : Ангола | Клімат : Ангола | Клімат : Ангола |
| Показник              | Січ.            | Лют.            | Бер.            | Квіт.           | Трав.           | Черв.           | Лип.            | Серп.           | Вер.            | Жовт.           | Лист.           | Груд.           | Рік             |
| Середній максимум, °C | −0,6            | 0,7             | 6,5             | 14,1            | 20,7            | 26,0            | 28,3            | 27,3            | 23,6            | 16,8            | 8,4             | 1,4             | 14,5            |
| Середній мінімум, °C  | −8,9            | −8,6            | −3,7            | 2,5             | 8,5             | 14,1            | 16,3            | 15,3            | 11,3            | 5,2             | −0,6            | −6,4            | 3,8             |
| Норма опадів, мм      | 56              | 51              | 71              | 89              | 97              | 94              | 94              | 89              | 81              | 71              | 74              | 66              | 930             |
| --------------------- | --------------- | --------------- | --------------- | --------------- | --------------- | --------------- | --------------- | --------------- | --------------- | --------------- | --------------- | --------------- | --------------- |
| Джерело: Weatherbase  |                 |                 |                 |                 |                 |                 |                 |                 |                 |                 |                 |                 |                 |

## Демографія
Згідно з переписом 2010 року, у місті мешкало 8612 осіб у 3111 домогосподарстві у складі 1815 родин. Густота населення становила 520 осіб/км².  Було 3499 помешкань (211/км²).
Расовий склад населення:
| - 93,6 % — білих - 1,4 % — чорних або афроамериканців - 0,8 % — азіатів - 0,3 % — корінних американців - 0,1 % — вихідців з тихоокеанських островів - 2,1 % — осіб інших рас |

До двох чи більше рас належало 1,7 %. Частка іспаномовних становила 6,3 % від усіх жителів.
За віковим діапазоном населення розподілялося таким чином: 22,1 % — особи молодші 18 років, 64,9 % — особи у віці 18—64 років, 13,0 % — особи у віці 65 років та старші. Медіана віку мешканця становила 30,3 року. На 100 осіб жіночої статі у місті припадало 102,4 чоловіків;  на 100 жінок у віці від 18 років та старших — 104,7 чоловіків також старших 18 років.
Середній дохід на одне домашнє господарство  становив 48 958 доларів США (медіана — 40 107), а середній дохід на одну сім'ю — 57 606 доларів (медіана — 45 677). Медіана доходів становила 38 125 доларів для чоловіків та 27 756 доларів для жінок. За межею бідності перебувало 20,6 % осіб, у тому числі 27,6 % дітей у віці до 18 років та 4,9 % осіб у віці 65 років та старших.
Цивільне працевлаштоване населення становило 3516 осіб. Основні галузі зайнятості: виробництво — 24,6 %, освіта, охорона здоров'я та соціальна допомога — 23,7 %, роздрібна торгівля — 11,5 %, мистецтво, розваги та відпочинок — 11,0 %.